# Gaius Bellicus Natalis Tebanianus
Gaius Bellicus Natalis Publius Gavidius Tebanianus war ein Politiker der römischen Kaiserzeit. Sein Vater war Gaius Bellicus Natalis, Suffektkonsul im Jahr 68 n. Chr.
Durch Militärdiplome, die auf den 8. Juni 87 datiert sind, ist belegt, dass Gaius Bellicus Natalis Tebanianus im Jahr 87 zusammen mit Gaius Ducenius Proculus Suffektkonsul war. Er gehörte dem Kollegium der Sodales Flaviales ein, das sich dem Herrscherkult der vergöttlichten Kaiser des flavischen Hauses widmete, eventuell auch den Quindecimviri sacris faciundis. In Pisa wurde sein Sarkophag gefunden (CIL 11, 1430).